# Майна (фільм, 2013)
Майна (англ. Maïna);— канадський історико-пригодницький фільм 2013 року, екранізація однойменного роману письменниці Домінік Демер.

## Сюжет
Дія відбувається на півночі американського континенту, на канадському півострові Лабрадор, на початку XVII століття, до початку контактів місцевих народів з європейцями. Юна дочка вождя індіанського племені інну Міште-Напеу, яку звуть Майна — смілива і незалежна мисливиця. Її не залишає в спокої Сейту, один з воїнів, який бажає стати вождем. Одного разу в плем'я повертаються двоє мисливців, зниклих кілька років тому; вони приносять багату здобич і розповідають про далеку землю, де багато дичини. Один з тих, що повернулися — друг дитинства Майни на ім'я Манутабі, до якого вона небайдужа.
Одного разу плем'я інну стикається з трьома мисливцями-інуїтами, представниками народу, який традиційно вважався у канадських індіанців за «канібалів». Міште-Напеу вітає їх як гостей, а Сейту висловлює незгоду з тим, що вождь «запросив до них на стоянку людожерів» і таємно дає йому отруту. Тієї ж ночі вождю стає погано, і, попри всі старання, він помирає, а Сейту нападає на гостей-інуїтів. Після того як повертається з полювання Майна, Сейту намагається насильно нею оволодіти, однак дівчина кличе на допомогу вовків, які загризають насильника.
Майна вирушає по слідах втеклих інуїтів на північ, щоб повернути сироту Ніпкі, якого вони забрали з собою. Втеча Ніпкі зривається, і Майна сама опиняється в полоні. Спочатку обидва щоразу намагаються втекти, проте поступово переймаються дружніми почуттями до інуїтів і досягають батьківщини останніх — «Краю без дерев». У стійбищі Майну зустрічають насторожено і навіть вороже, хоча вона сходиться з одним з мисливців, на ім'я Натак. Майна ходить на полювання нарівні з чоловіками, зцілює рану батька Натака за допомогою мороженої риби, використовуючи знахарські секрети своєї матері-шаманки Такаери, однак відмовляється підтримати інуїтський звичай гостинності, розділивши ложе з гостем. Цей вчинок викликає відчуження між нею і Натаком, і Майна вирішує піти зі стійбища. При цьому вона не тільки залишає коханого, але й порушує клятву.
У дорозі на Майні і Ніпкі нападає білий ведмідь, якого вбивають Натак і його родичі, що вирушили навздогін, щоб помиритися з Майною. Майна погоджується повернутися і стати матір'ю дитини Натака.
Влітку в стійбище інуїтів приходять гості — група індіанців племені інну, яку веде Такаера. Майна розуміє, що виконала своє призначення — вона об'єднала два народи, знайшла своє кохання й возз'єдналася з матір'ю. Фільм завершується сценою, в якій Майна, Натак і їхня маленька дочка, стоячи на кручі, бачать кораблі Самюеля де Шамплена, які наближаються до берега.

## У ролях
- Розанн Сюперно (фр. Roseanne Supernault) — Майна
- Іпеллі Утува — Натак
- Уапешкусс Терніш — Ніпкі
- Ерік Швейг — Кууюк
- Грем Грін — Міште-Напеу
- Танту Кардинал — Текаера
- Флінт Ігл — Сейту
- Пітер Міллер — Манутабі
- Натар Унгалаак — Тадіо (в титрах зазначений як Natar Ungalaq)